# Jesús Lambida
Jesús Lambida – kubański zapaśnik w stylu wolnym. Złoty medalista mistrzostw panamerykańskich w 1993 roku.